# Кинвал, Уильям
Уи́льям Ки́нвал (валл. Wiliam Cynwal; умер в 1587?) — валлийский профессиональный поэт, живший во второй половине XVI века. Родился в местечке Исбити-Иван в Денбишире.
Кинвал был одним из последних «профессиональных поэтов», живших у валлийских дворян. Он был учеником Грифида Хирайтога (Умер в 1564 году). В 1567 году он был признан «учеником поэта» (одна из ступеней иерархии бардов) на втором эйстедводе в Кайруисе (1567), а позже был признан «главным поэтом».
Кинвал был автором нескольких рукописей, где помимо стихов содержались родословные, бардовские грамматики и исторические хроники. Он получил большую известность как специалист по генеалогии и часто посещал дома дворян по всему Северному Уэльсу. Уинвал был весьма активным поэтом, от него осталось почти 300 стихотворений в форме кивид, около 50 — в «эпическом» размере аудл и почти 500 энглинов (коротких стихотворений). Наиболее известное его произведение — цикл стихотворений в размере «кивид», созданных в рамках спора о природе науки и поэзии с Эдмундом Присом, архидиаконом Мерионетшира. Прис позже сочинил оду на смерть (marwnad) Кинвала, что показывает, что несмотря на разные взгляды в этом споре, они остались друзьями. Кинвал известен в первую очередь благодаря этому соревнованию, а также как один из последних хранителей средневековой поэтической традиции в Северном Уэльсе.